# Centaurea alexandrina
Centaurea alexandrina — вид квіткових рослин айстрових (Asteraceae). Країни зростання: Чад, Єгипет, Лівія, Малі; інтродукований до Франції та Італії.

## Морфологічна характеристика
Заввишки до 46 см. Квіточки пурпурові.